# Veleposlaništvo Republike Slovenije na Poljskem
Veleposlaništvo Republike Slovenije na Poljskem (uradni naziv Veleposlaništvo Republike Slovenije Varšava, Poljska; polj. Ambasada Republiki Słowenii w Warszawie) je diplomatsko-konzularno predstavništvo (veleposlaništvo) Republike Slovenije s sedežem v Varšavi (Poljska). Veleposlaništvo je bilo odprto 24. marca 1993 z ukazom takratnega predsednika Slovenije Milana Kučana.
Trenutni veleposlanik je Bojan Pograjc.

## Veleposlaniki
- Bojan Pograjc (2022–danes)
- Božena Forštnarič Boroje(pl) (2018–2022)
- Robert Krmelj(pl) (2014–2018)
- Marjan Šetinc (2009–2014[2])
- Jožef Drofenik (2005[3]–2009[4])
- Božo Cerar (2004[5])
- Zvone Dragan (1999[6]–2003[7])
- Bojan Grobovšek (1995[8]–1999[9])

## Zanimivosti
V neposredni bližini veleposlaništva se od konca maja 2011 nahaja Slovenski trg (poljsko Skwer Słoweński). Slovenske razglasitve trga so se udeležili predsednik Slovenije Danilo Türk, predsednik Republike Poljske Bronisław Komorowski in županja mesta Varšava Hanna Gronkiewicz Waltz.